# Brandon Taylor (scrittore)
Brandon Taylor (Prattville, 1º luglio 1989) è uno scrittore statunitense.

## Biografia
Nato a Prattville, Alabama, nel 1989, si è laureato all'Università Auburn di Montgomery, ha studiato biochimica all'Università del Wisconsin-Madison e scrittura creativa all'Iowa Writers' Workshop dell'Università dell'Iowa. 
Ha esordito nella narrativa nel 2020 con il romanzo autobiografico Una vita vera, ambientato in un campus universitario e finalista al Booker Prize.
L'anno successivo ha dato alle stampe la sua prima raccolta di racconti, Filthy Animals, ottenendo l'anno successivo il Premio The Story.
Nel 2023 ha pubblicato il suo secondo romanzo, Gli ultimi americani, ambientato come il precedente nel mondo accademico.
Suoi racconti e articoli sono apparsi in riviste quali Literary Hub, Guernica e The Literary Review.
È dichiaratamente queer.

## Opere

### Romanzi
- Una vita vera (Real Life, 2020), Torino, Codice, 2021 traduzione di Gioia Guerzoni ISBN 978-88-7578-932-9.
- Gli ultimi americani (The Late Americans), Torino, Bollati Boringhieri, 2023 traduzione di Francesca Manfredi ISBN 978-88-339-4214-8.

### Raccolte di racconti
- Filthy Animals (2021)

## Premi e riconoscimenti

### Vincitore
Premio The Story
- 2022 con Filthy Animals[11]

### Finalista
Booker Prize
- 2020 nella shortlist con Una vita vera[12]